# Carmen García Muñoz
Carmen García Muñoz (Buenos Aires, 3 de marzo de 1929 - Buenos Aires, 12 de agosto de 1998) fue una musicóloga y docente argentina, especializada en la música de su país y de la América Latina colonial.

## Biografía
Nació el 3 de marzo de 1929 en la ciudad de Buenos Aires. Comenzó sus estudios en el Conservatorio Nacional Superior de Música (CNM) como profesora de piano a partir de 1949 y de composición a partir de 1952. Sin embargo, al tiempo abandonó su actividad como compositora para dedicarse a la musicología. Su tesis doctoral versó sobre Juan de Araujo, y tuvo por título "Juan de Araujo. Un compositor del período colonial hispanoamericano" bajo la dirección de Roberto Caamaño. De 1955 a 1970, formó parte del cuerpo docente del CNM.
En 1966, obtuvo su licenciatura en música en la Pontificia Universidad Católica Argentina (UCA), donde en 1970 comenzó a ejercer la docencia musical y dejó el Conservatorio Nacional Superior de Música. En la UCA, llegó a ser profesora titular de Musicología e Historia de la música argentina. En 1980, fue nombrada directora del Instituto de Investigaciones Musicológicas, cargo que ocupó hasta 1998.  También fue representante argentina en la Bibliografía Musicológica Latinoamericana (BML). Para su investigación, visitó archivos en las ciudades de Lima, Sucre y Cuzco en Bolivia y Perú.
Se especializó en música argentina y música colonial latinoamericana. Entre los músicos sobre los que escribió se encuentran Julián Aguirre, Roberto Caamaño, Juan José Castro, Pedro Valenti Costa, Luis Gianneo, Floro Ugarte y Carlos Vega. En 1972, publicó el libro Un archivo musical americano. En 1982, recibió una beca Guggenheim "para una edición de la obra completa de Juan de Araujo".  También realizó artículos para revistas, catalogación de obras y suplementos para lanzamientos musicales.
En 1997, una composición de Juan Pedro Esnaola que ella transcribió se estrenó durante una misa en la Iglesia de San Ignacio de Buenos Aires, donde fue comentarista, por su trabajo para recuperar esta obra y la figura de Esnaola, en marzo de 1998 el rector de la UCA, Guillermo Blanco, la llamó la "bisnieta de Esnaola".
Falleció el 12 de agosto de 1998, tras unos días de enfermedad.